# Reduktion (fonetik)
Reduktion är när ett språkljud i löpande tal avviker från sitt målvärde (hur ljudet uttalas vid noggrant tal). Det resulterar i att ljudet antingen förändras eller utelämnas helt.

## Exempel
- middag - midda